# The Queen Is Dead
The Queen Is Dead —en españolː La reina está muerta— es el tercer álbum de la banda de indie pop The Smiths. Fue lanzado el 16 de junio de 1986 en el Reino Unido por Rough Trade Records. Sire Records lanzó el álbum en los Estados Unidos el 23 de junio de 1986. El álbum alcanzó el número dos en las listas británicas y el número 70 en el Billboard 200 y fue certificado Oro por la RIAA a finales de 1990.
En 2013 el álbum fue ubicado en la lista de los 500 mejores álbumes de todos los tiempos de la revista británica NME, encabezando el listado.

## Antecedentes y grabación
El guitarrista Johnny Marr escribió varias canciones que más tarde aparecería en The Queen Is Dead, mientras que The Smiths estaban de gíra en Gran Bretaña a principios de 1985, cuándo elaboraban los arreglos de las canciones con el bajista Andy Rourke y el baterista Mike Joyce, durante las pruebas de sonido. Después de lanzar el sencillo "The Boy with the Thorn in His Side" (que se incluye en The Queen Is Dead en una adaptación, un poco diferente a la versión mixta), The Smiths se volvieron a grabar su tercer álbum. Marr produjo el álbum junto al cantante Morrissey, con ayuda del ingeniero Stephen Street, que había asumido el mismo papel en el álbum anterior de la banda, "Meat Is Murder (1985). 
Street dijo: 

"Morrissey, Johnny y yo tuvimos una relación de trabajo realmente buena -  todos estábamos más o menos la misma edad y en el mismo tipo de cosas, así que todos se sintieron muy relajados en el estudio".

En ese momento el grupo estaba teniendo problemas con su discográfica Rough Trade, que Street señala como "Rough Trade y EMI tratando de grabar todo". Street ha señalado, "Pero esto no entrar en el modo de grabación, ya que la atmósfera en el estudio era muy, muy constructivo". El grupo grabó "Bigmouth Strikes Again" y "Some Girls Are Bigger Than Others" en RAK Studios en el noroeste de Londres. Después de un breve recorrido, el grupo grabó y mezcló la mayoría de los álbumes en el Jacobs estudios en Farnham, Surrey, durante fines de 1985 y principios de 1986.
El título del álbum viene del nombre de un capítulo de la clásica novela de Hubert Selby, Jr. Last Exit to Brooklyn. 

## Lanzamiento
The Queen Is Dead salió finalmente con medio año de retraso, en junio de 1986, y fue previsto para el estreno del sencillo "Bigmouth Strikes Again" en mayo, en rigor de ser el único sencillo extraído del álbum. Muchos alentaron a la banda para lanzar "There Is a Light That Never Goes Out" como sencillo, pero se dice que Johnny Marr quería un abrazador sencillo, a lo largo de las líneas de The Rolling Stones "Jumpin' Jack Flash", para anunciar que The Smiths había regresado del hiato. No les fue tan bien como se esperaba, pues solo alcanzó llegar al número 26 en las listas británicas. 
El álbum es popularmente considerado como el mejor álbum de The Smiths. Con su mezcla única de estilos musicales (incluyendo jangle pop, Invasión británica, music hall, rockabilly y punk rock), se convirtió rápidamente en una sensación británica y The Smiths se estableció como una de las bandas más grandes de su época. Tanto Morrissey y Marr no estaban de acuerdo con esa idea, sin embargo, citaron a su sucesor de 1987 (y de forma inesperada el último LP), "Strangeways, Here We Come", como su obra cumbre.

## Recepción
Rolling Stone le dio al álbum una calificación de cinco estrellas. El crítico Mark Coleman señaló en sentido de humor a Morrissey y destacó la actuación del cantante en "Cemetery Gates" como un punto culminante. Coleman, concluyó, "Nos guste o no, este chico va a estar alrededor de un rato." Pitchfork Media colocó al álbum como el sexto mejor de la década de 1980. En 2000, la revista Mojo puso a "There Is a Light That Never Goes Out" en el número 25 en su lista de las 100 mejores canciones de todos los tiempos, mientras que VH2 la colocó en la cima de su tabla Top 500 Indie Songs. En 2003, The Queen Is Dead fue clasificada número 216 en la lista de Rolling Stone de los 500 mejores álbumes de todos los tiempos. En 2006 fue nombrado el segundo mejor álbum británico de todos los tiempos por la revista NME.

## Música
La canción "There Is a Light That Never Goes Out" fue candidata para el principal sencillo del álbum, pero fue rechazada en favor de "Bigmouth Strikes Again". (Más tarde en 1986 fue lanzado como un 7"-sencillo en Francia.) Túvo un lanzamiento tardío, en 1992, cuando se convirtió en uno de los sencillos de WEA en un programa para promover las reediciones de The Smiths. 
"Cemetery Gates" fue la respuesta directa de Morrissey hacia los críticos que habían denunciado irregularidades en el uso de textos escritos por algunos de sus autores favoritos, en particular, Shelagh Delaney y Elizabeth Smart. Una cita de Wilde, "El talentoso toma prestado, el genio roba", fue grabada en los surcos del primer sencillo del álbum, "Bigmouth Strikes Again". 
"The Queen is Dead", que conduce el álbum, comienza con una cita histórica de la película de Bryan Forbes del Reino Unido de 1962 "La habitación en forma de L". Otro ejemplo de la fascinación de Morrissey por el cine británico de los 60's, la película contó con las actuaciones de Pat Phoenix (que ya había aparecido como en la portada del sencillo de 1985 "Shakespeare's Sister") y Cicely Courtneidge. La canción "The Queen is Dead" fue también notable por un vídeo de música expresionista dirigida por Derek Jarman.
Un par de canciones, incluyendo "The Queen Is Dead" y "Bigmouth Strikes Again", cambió el tono de los coros de Morrissey. Al cantante le gustaba experimentar con efectos en su voz, de modo que Street pasó la voz a través de un armonizador de las pistas de respaldo.

## Portada
La portada de The Queen is Dead, fue diseñada por Morrissey, con las características de la película de 1964, L'Insoumis de Alain Delon.   

## Lista de canciones
Todas las canciones escritas por Morrissey/Marr excepto "Take Me Back to Dear Old Blighty" (utilizada como una introducción a "The Queen Is Dead"), escrito por AJ Mills, Fred Godfrey, y Bennett Scott.

| Side one |                                        |          |  |
| N.º      | Título                                 | Duración |  |
| 1.       | «The Queen is Dead»                    | 6:24     |  |
| 2.       | «Frankly, Mr. Shankly»                 | 2:17     |  |
| 3.       | «I Know It's Over»                     | 5:48     |  |
| 4.       | «Never Had No One Ever»                | 3:36     |  |
| 5.       | «Cemetry Gates»                        | 2:39     |  |
| 6.       | «Bigmouth Strikes Again»               | 3:12     |  |
| 7.       | «The Boy with the Thorn in His Side»   | 3:15     |  |
| 8.       | «Vicar in a Tutu»                      | 2:21     |  |
| 9.       | «There Is a Light That Never Goes Out» | 4:02     |  |
| 10.      | «Some Girls Are Bigger Than Others»    | 3:14     |  |

## Personal

### The Smiths
- Morrissey – voz
- Johnny Marr – guitarras, armonio, sintetizado de instrumentos de cuerdas y arreglos de flauta
- Andy Rourke – bajo
- Mike Joyce – batería

### Músicos adicionales
Las notas del disco citan a "Ann Coates" en coros y a "The Hated Salford Ensemble" como responsable de la orquestación; sin embargo, los coros fueron creados aumentando la velocidad en secciones vocales que Morrissey había grabado (Ancoats es un distrito de Mánchester). En cuanto a la orquestación, en realidad se trata de arreglos de cuerdas y flautas sintetizadas que Johnny Marr llevó a cabo.

### Equipo técnico
- Morrissey y Marr – productores
- Stephen Street – ingeniero de sonido (excepto "Frankly, Mr. Shankly")
- John Porter – ingeniero ("Frankly, Mr. Shankly")